# Gurmukh
Gurmukh signifie le visage du Guru, ou la voix du Guru. Ce mot vient de gur: Guru, et, de mukh: la bouche, le visage. Généralement ce terme est utilisé dans le sikhisme pour désigner une personne qui est centrée sur Dieu, inspirée par Dieu au quotidien; gurmukh désigne alors l'humain conscient de Dieu, qui a le souffle de Dieu. Dans les Écritures saintes, le Guru Granth Sahib, ce mot peut désigner Waheguru c'est-à-dire Dieu lui-même, le Guru primordial en quelque sorte.
Gurmukh a aussi le sens de rishi en sanskrit: un croyant qui a atteint la libération spirituelle . Son contraire est manmukh: un être égocentrique, influencé par ses instincts primaires.